# Taurotagus griseus
Taurotagus griseus är en skalbaggsart som först beskrevs av Guérin-Méneville 1844.  Taurotagus griseus ingår i släktet Taurotagus och familjen långhorningar.
Artens utbredningsområde är:
- Kenya.
- Mali.
- Senegal.

Inga underarter finns listade i Catalogue of Life.